# Mathias Boe
Mathias Boe (Frederikssund, 11 de julho de 1980) é um jogador de badminton dinamarquês, medalhista olímpico, especialista em duplas

## Carreira
Mathias Boe representou seu país nos Jogos Olímpicos de Verão de 2012 conquistando a medalha de prata, nas duplas em 2012, com a parceria de Carsten Mogensen.